# Ікшкільський край
І́кшкільський кра́й (латис. Ikšķiles novads) — адміністративно-територіальна одиниця Латвійської Республіки. Розташований у центральній частині країни, в історичному регіоні Ліфляндія. Адміністративний центр — Ікшкіле. Створений 2009 року. Площа — 132,1 км². Населення — 8798 осіб (2011). До складу краю входять 1 місто і 1 волость.

## Населення
Національний склад краю за результатами перепису населення Латвії 2011 року.
| Національність | К-сть | % |
| -------------- | ----- | - |